# NGC 942
NGC 942 is een spiraalvormig sterrenstelsel in het sterrenbeeld Walvis. Het hemelobject werd in 1886 ontdekt door de Amerikaanse astronoom Frank Muller.

## Synoniemen
- PGC 9458
- MCG -2-7-18
- VV 217
- Arp 309
- NPM1G -11.0090